# Blaukappen-Fruchttaube
Die Blaukappen-Fruchttaube (Ptilinopus monacha) ist eine Art der Taubenvögel, die zu den sogenannten Fruchttauben zählt. Sie kommt auf einigen indonesischen Inseln vor.
Die Bestandssituation der Blaukappen-Fruchttaube wurde 2016 in der Roten Liste gefährdeter Arten der IUCN als „Near Threatened (NT)“ = „potentiell gefährdet“ eingestuft.

## Erscheinungsbild

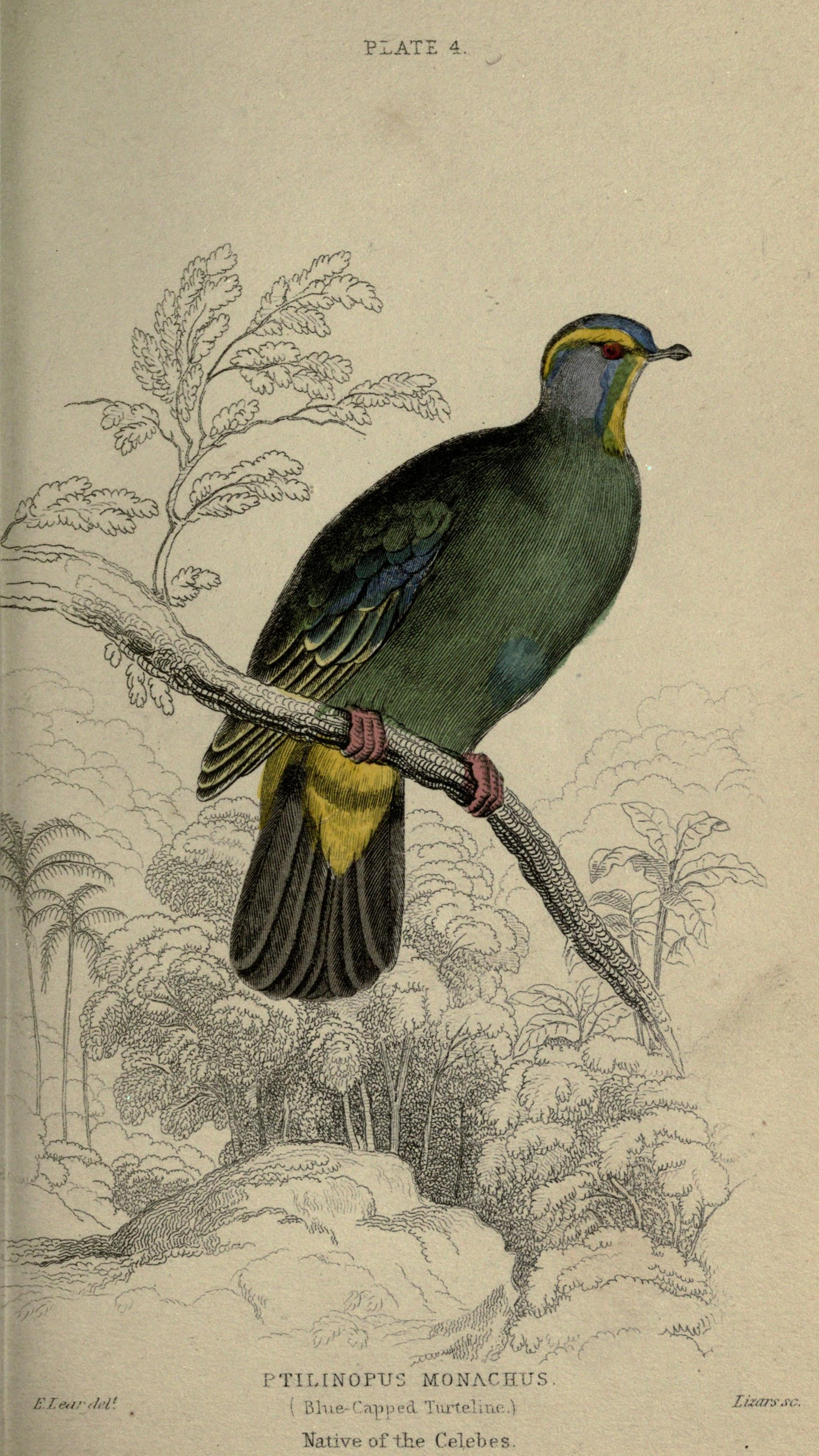
Blaukappen-Fruchttaube, Illustration

Die Blaukappen-Fruchttaube erreicht eine Körperlänge von 17,5 Zentimeter. Sie ist damit eine sehr kleine, kompakte Taube mit einem vergleichsweise kurzen Schwanz, die deutlich kleiner ist als eine Lachtaube. Auf den Schwanz entfallen zwischen 5,2 und 5,9 Zentimeter. Der Schnabel ist zwischen 1 und 1,1 Zentimeter lang. Ein Geschlechtsdimorphismus ist vorhanden. Es gibt im Verbreitungsgebiet der Blaukappen-Fruchttaube keine andere Taubenart, mit der sie verwechselt werden kann.

### Erscheinungsbild der Männchen
Die Wachshaut ist teilweise befiedert. Der Vorderkopf und der Scheitel sind blaugrau. Sie sind eingefasst von einem leuchtend gelben, rings um die Augen laufenden Streifen. Der Hals, der Mantel und die Flügeldecken sind olivfarben, wobei besonders die mittleren und größeren Flügeldecken etwas heller sind und schwach glänzen. Die Armschwingen sind olivgrün mit gelben Säumen. Die Handschwingen sind schwärzlich mit dunkelgrünen und schwach glänzenden Außenfahnen und Spitzen. Bei frisch gemauserten Vögeln sind diese an den Spitzen sehr schmal gelb gesäumt. Der Rücken und die Oberschwanzdecken sind olivgrün. Das Kinn und die Kehle sind blass gelb. Die Brust ist olivfarben mit einem individuell unterschiedlich großen blauen Fleck in der Mitte. Der Bauch ist etwas heller und gelblicher. Die Schenkel und befiederten Läufe sind olivfarben mit gelben Säumen. Der Bürzel und die Unterschwanzdecken sind schwefelgelb. Der Schwanz ist auf der Unterseite blass grau. Die Iris ist orange, der Schnabel ist grünlich und die Füße sind rot.

### Erscheinungsbild der Weibchen und Jungvögel
Die Weibchen ähneln den Männchen in ihrem Gefieder. Das Gefieder auf dem Scheitel ist jedoch matter und am Hinterkopf grünlich überwaschen bis dunkelgrün. Das gelbe Band, das beim Männchen den Scheitel umfasst, fehlt entweder gänzlich oder ist auf ein kurzes Band begrenzt, das über die Augen läuft. Das Kinn und die Kehle sind grün und kontrastieren weniger auffällig mit dem Gefieder am Vorderhals und der Brust. Der blaue Fleck auf der Brust fehlt, Die Iris ist wie beim Männchen orange, der Schnabel ist jedoch schwärzlich. Die Füße sind rot.
Die Jungvögel ähneln in ihrem Gefieder den Weibchen, ihnen fehlen allerdings die gelben Federsäume an den Flügeldecken und Armschwingen. Männliche Jungvögel mausern sehr bald in ein Gefieder, das dem der adulten Männchen entspricht.

## Verbreitungsgebiet und Lebensraum
Die Blaukappen-Fruchttaube ist ein Endemit mehrerer indonesischer Inseln. Sie kommt auf Morotai, Tidore, Ternate, Moti, Halmahera, Damar, Kayoa, Bacan, Kasiruta und den Obi-Inseln vor.
Der Lebensraum der Blaukappen-Fruchttaube sind Regenwälder. Sie kommt sowohl in Primär- als auch Sekundärwald vor und toleriert auch Wälder, in denen ein selektiver Holzeinschlag erfolgte. Sie kommt außerdem in Waldstreifen entlang von Küstengebieten und Mangroven vor. Sie präferiert Tiefebenen und überschreitet selten Höhenlagen von mehr als 750 Höhenmetern.

## Lebensweise
Die Blaukappen-Fruchttaube lebt einzelgängerisch oder paarweise. Auf reichlich fruchttragenden Bäumen können sich jedoch kleinere Trupps dieser Art versammeln. Es ist eine wenig ruffreudige und unauffällige Taubenart, die sich bevorzugt im unteren Gipfelbereich von Bäumen aufhält. Der Flug ist schnell und direkt mit schwirrendem Flügelschlag. Die Fortpflanzungsbiologie dieser Art ist bislang noch nicht dokumentiert.